# 4626 Plisetskaya
4626 Plisetskaya eller 1984 YU1 är en asteroid i huvudbältet som upptäcktes den 23 december 1984 av den rysk-sovjetiska astronomen Ljudmila Karatjkina vid Krims astrofysiska observatorium på Krim. Den är uppkallad efter ballerinan och koreografen Maja Plisetskaja.
Asteroiden har en diameter på ungefär fyra kilometer.